# Пол Джеймс (футболіст)
Пол Джон Джеймс (англ. Paul John James, нар. 11 листопада 1963, Кардіфф) — канадський футболіст валлійського походження, що грав на позиції півзахисника. По завершенні ігрової кар'єри — тренер. Виступав за національну збірну Канади, з якою був учасником Олімпійських ігор 1984 року та чемпіонату світу 1986 року.

## Клубна кар'єра
Народився в Кардіффі, Уельс, але у 16 років разом зі своїми батьками та сестрою емігрував до Канади. Грав у футбол за студентську команду «Голден Хоукс» Університету Вілфріда Лор'є.
У дорослому футболі дебютував 1983 року виступами за команду «Торонто Бліззард», у складі якого провів два останні сезони Північноамериканської футбольної ліги, після чого у кінці 1984 року турнір припинив існування, а Джеймс відправився до мексиканського «Монтеррея», з яким став чемпіоном Мексики.
1987 року уклав контракт з клубом «Гамілтон Стілерс» з Канадської футбольної ліги, де провів два сезони, після чого зіграв кілька матчів за англійський «Донкастер Роверз», що виступав у Третьому дивізіоні.
Надалі знову виступав у Канадській футбольній лізі за «Оттава Інтрепід», «Гамілтон Стілерс» та «Торонто Бліззард», а завершив професійну кар'єру футболіста виступами за команду «Лондон Лазерс» у 1992 році.

## Виступи за збірну
У 20 років Джеймс отримав громадянство Канади та отримав можливість виступати за її збірну і вже 6 грудня 1983 року дебютував в офіційних іграх у складі національної збірної Канади в товариському матчі проти Мексики (0:5).
Наступного року Джеймс грав у складі збірної на Олімпійських іграх 1984 року у Лос-Анджелесі, де зіграв усі 4 гри, а канадці лише в серії пенальті поступились Бразилії у чвертьфіналі.
Згодом у складі збірної був учасником чемпіонату націй КОНКАКАФ 1985 року, на якому зіграв у 7 з 8 ігор і забив гол у матчі з Коста-Рикою (1:1), допомігши команді здобути золоті нагороди та вперше стати найкращою збірною Північної Америки. Також цей успіх дозволив канадцям вперше у своїй історії вийти на чемпіонату світу 1986 року у Мексиці. Там Пол зіграв усі три ігри — проти Франції (0:1), Угорщини (0:2) та Радянського Союзу (0:2).
Загалом протягом кар'єри у національній команді, яка тривала 11 років, провів у її формі 46 матчів, забивши 2 голи.

## Кар'єра тренера
Ще під час футбольної кар'єри Пол Джеймс почав тренувати і був граючим тренером команд «Оттава Інтрепід» та «Лондон Лазерс», а по завершенні ігрової кар'єри працював з американськими та канадськими університетськими командами. 
1998 року Джеймс очолив молодіжну збірну Канади, з якою кваліфікувався на молодіжний чемпіонаті світу 2001 року в Аргентині. Втім на турнірі канадці виступили вкрай невдало, програвши всі три гри з загальною різницею голів 0:9, після чого Пол покинув посаду.
У 2004–2010 роках тренував студентську команду «Йорк Лайонз» з Йоркського університету, також у цей час був футбольним аналітиком на канадських телеканалах. 16 січня 2010 року Джеймс оголосив про свій відхід з Йоркського університету після шести років роботи з «Лайонз».
2011 року Джеймс очолив збірну Багамських Островів, втім досить швидко контракт із ним було розірвано після його зникнення. Через тиждень після зникнення Джеймса вдалося виявити в одному з мотелів Лос-Анджелеса. Він не мав уявлення про те, як він потрапив туди.
У лютому 2012 року Джеймс повідомив, що багато років бореться із наркотичною залежністю і регулярно вживав крек-кокаїн. У 2018 році заявив, зо його змусили звільнитись з Йоркського університету через його пристрасть до психоактивних речовин

## Титули і досягнення
- Чемпіон Мексики (1):

«Монтеррей»: 1986
- Переможець чемпіонату націй КОНКАКАФ (1):

Канада: 1985